# Faille
Pour les articles homonymes, voir Faille (homonymie).

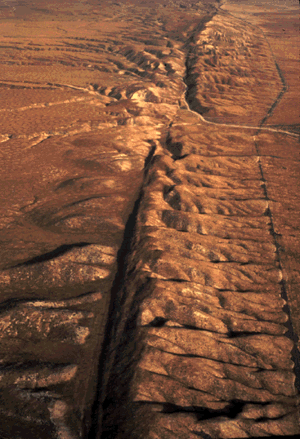
Vue aérienne de la faille de San Andreas (Californie).

En géologie, une faille est une structure tectonique consistant en un plan ou une zone de rupture le long duquel deux blocs rocheux se déplacent l'un par rapport à l'autre. Ce plan divise un volume rocheux en deux compartiments qui ont glissé l'un par rapport à l'autre dans un contexte de déformation fragile. Ce déplacement et la déformation cisaillante sont dus aux forces exercées par les contraintes tectoniques, qui résultent de la tectonique des plaques ou à la force gravitaire (instabilité gravitaire). La valeur du déplacement est le rejet de faille.
Le langage touristique emploie souvent à tort le mot faille pour désigner des diaclases, fissures sans décalage des compartiments. La fracture est un terme plus général désignant toute cassure avec ou sans rejet, de terrains, de roches, voire de minéraux.
Les failles existent depuis l'échelle microscopique (millimétrique) jusqu'à celle des plaques tectoniques (plusieurs centaines de kilomètres). Les grandes failles se trouvent aux limites de plaques et aussi au sein des zones déformées intraplaques. Les failles plus modestes sont souvent masquées par le couvert végétal ou les formations superficielles.
De façon simplifiée et de manière pratique, les sismologues distinguent : les failles inactives (aucun mouvement depuis plusieurs milliers d'années et qui a priori n'en engendreront pas de nouveau), les failles actives (en) asismiques (ayant subi un mouvement récent, elles ne génèrent aucun séisme ou ont une sismicité diffuse de très faible magnitude, leur vitesse de glissement annuel étant de l'ordre millimétrique ou inframillimétrique) et les failles actives sismogènes qui sont responsables de la majorité des tremblements de terre. Ceux-ci sont dus au glissement rapide (quelques secondes à quelques dizaines de secondes) sur le plan de faille lors du brusque relâchement des contraintes accumulées de façon élastique pendant une longue période intersismique. En réalité, la complexité d'une faille qui montre des relais et des portions diverses (actives, asismiques et inactives), interdit d'appliquer des modèles simples explicatifs.
Les failles conjuguées résultent d’une même contrainte. Elles peuvent être synthétiques ayant le même sens qu’une autre faille plus importante servant de référence, ou antithétiques ayant un sens opposé à une autre faille plus importante servant de référence.

## Terminologie

### Origine du terme
Faille est un déverbal de l'ancien français faillir, littéralement « manquer », terme utilisé par les mineurs du Nord-Est de la France lorsqu'il ne trouvaient plus le filon ou la couche qu'ils exploitaient. Ils disaient alors que cette couche avait « failli », c'est-à-dire qu'elle manquait car elle avait été décalée par une discontinuité.

### Nomenclature relative aux failles

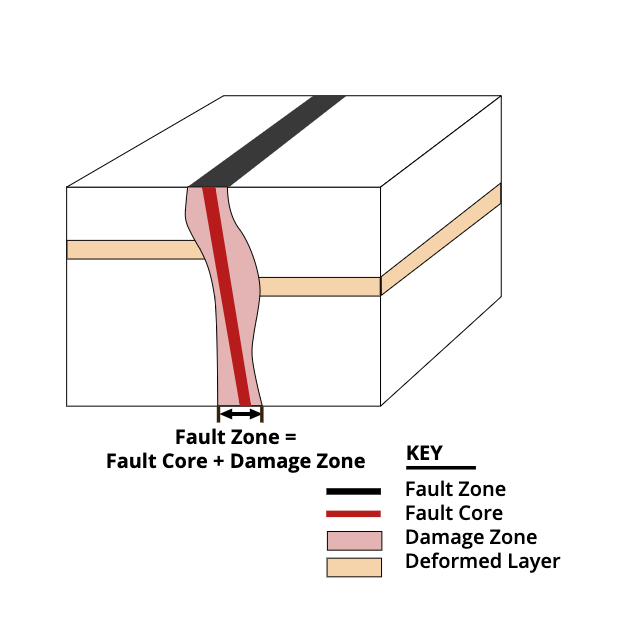
Nomenclature de l'anatomie d'une zone de faille. La description de cette zone se fait généralement suivant le modèle de Caine et al, qui distingue une zone cœur (en composée de différents types de brèches de failles) et une zone d'endommagement (en composée de faisceaux de plis, de microfractures, de failles satellites, de stylolithes et de veines), termes définis en opposition à la roche non déformée appelée protolithe, encaissant ou, dans la bibliographie des réservoirs géologiques, roche hôte.

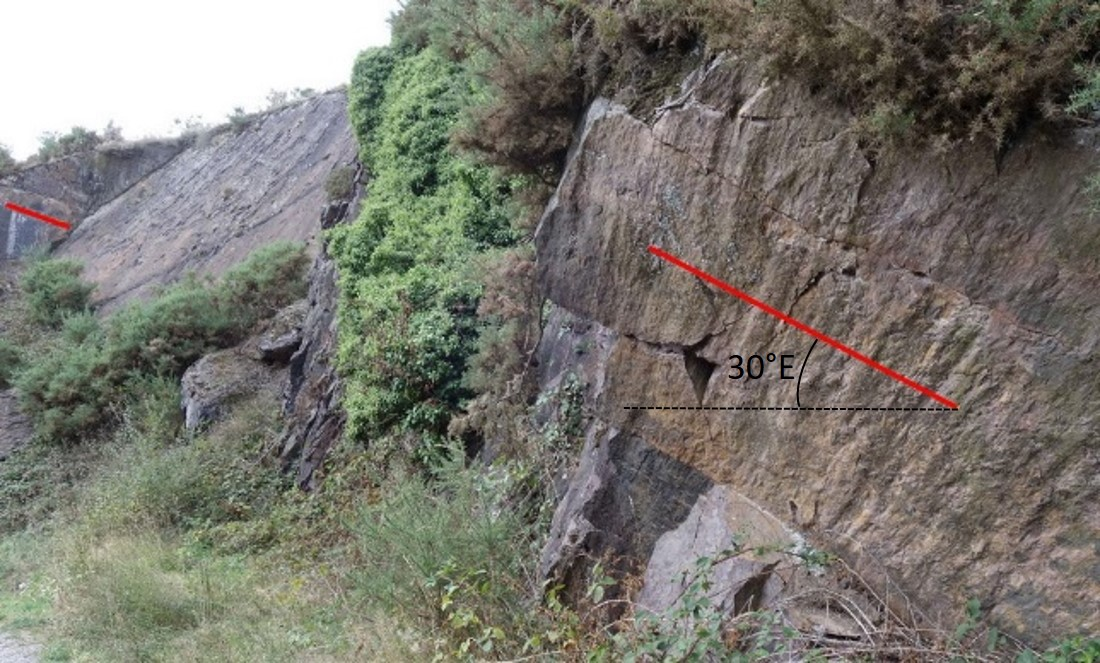
La carrière de Sainte-Apolline près de Campénéac permet d'observer un affleurement de dalles pourprées : les stries verticales du miroir de faille indiquent le mouvement relatif du panneau de roche découpé par la cassure. Le trait rouge montre la trace des plans de stratification des couches à pendage d’environ 30° E.

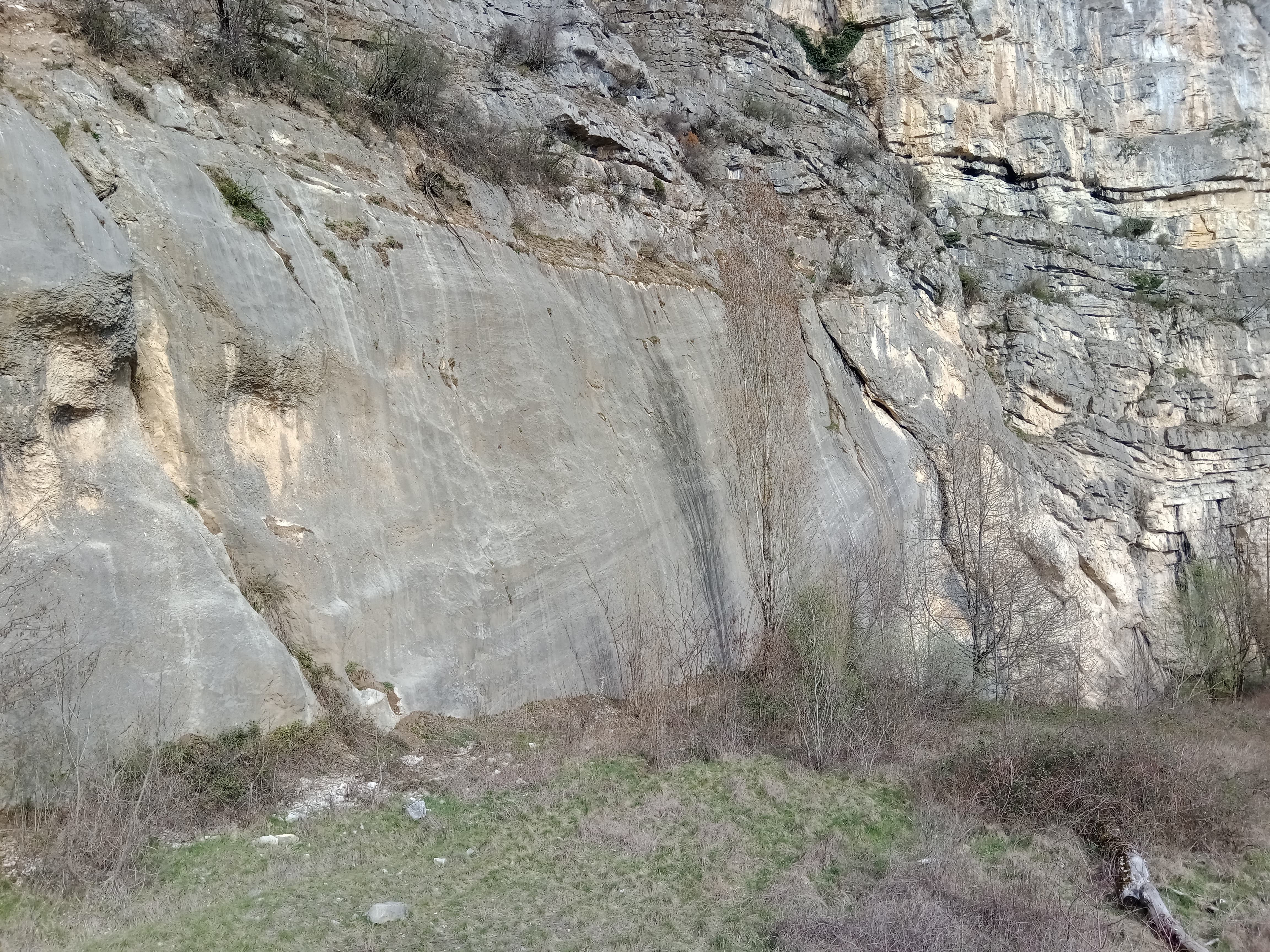
Le miroir de faille du Vuache sur la commune de Sillingy en Haute-Savoie (France) est le plus important d'Europe. Cette faille est encore active : plusieurs séismes lui sont liés, dont le plus récent date du 14 juillet 1996 (séisme d'Épagny).

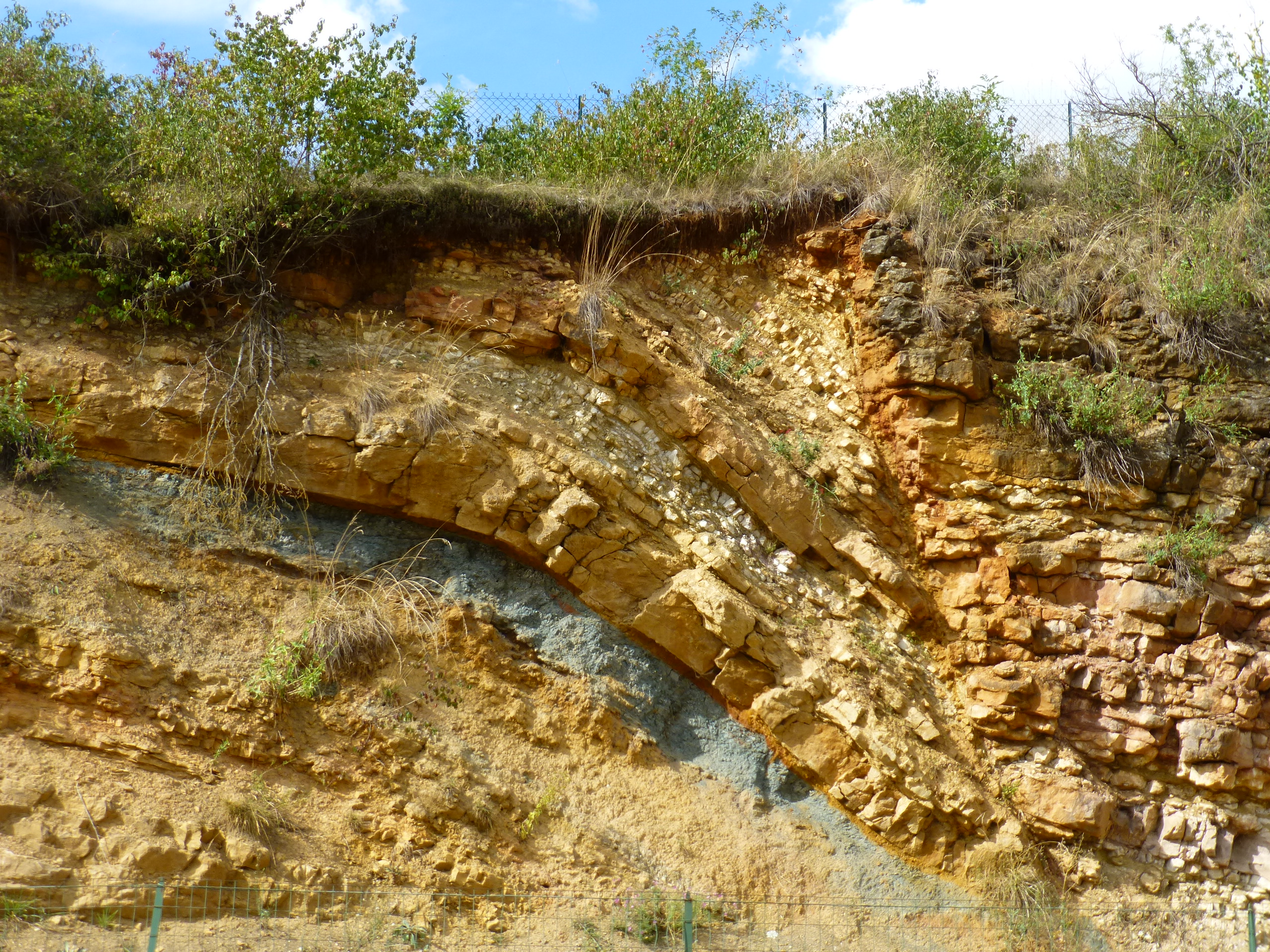
Pli en forme de crochon : le comportement ductile des couches à petite échelle (en raison de leur richesse en argiles plastiques), explique leur torsion avant leur fracture (faille de l'espace Pierres Folles).

Il existe toute une terminologie autour de la faille : 
- Champ de failles : recoupement de failles dans plusieurs directions dans un secteur donné
- Compartiments : blocs rocheux séparés par une faille, l'un est « soulevé », l'autre « affaissé »
- Cosismique : mouvement sur la faille lors du séisme, qui montre souvent plusieurs zones de glissement dont la répartition spatiale est contrôlée par les variations de résistance de la faille
- Crochon de faille : courbure brusque des couches au contact d'une faille, la torsion de ces couches s'effectuant en sens inverse du déplacement des deux compartiments
- Dislocation : déplacement moyen des deux blocs le long de la faille, appelé aussi coulissage, glissement ou glissement cosismique
- Escarpement de faille : talus entre les deux blocs, donné par le jeu de la faille[note 2]
- Faisceau de failles : ensemble de failles ayant globalement la même direction (failles parallèles ou subparallèles) dans un secteur donné
- Jeu : mouvement qui déplace les lèvres d'une faille l'une par rapport à l'autre (on dit que la faille joue)
- Lèvres : Surfaces de contact engendrées par la cassure sur chacun des bloc séparés
- Miroir de faille : section du plan de faille ayant subi par frottement un polissage mécanique ou affecté de stries de glissement (tectoglyphes), de rayures, de cannelures orientées le long de la ligne de plus grande pente. Morphologiquement, il s'agit de la partie visible en surface du plan de faille, souvent recristallisée
- Plan de faille : surface de glissement, verticale ou oblique, d'un compartiment par rapport à l'autre
- Regard : côté vers lequel plonge la lèvre du compartiment soulevé
- Rejet de faille : ampleur du déplacement relatif d'un compartiment par rapport à l'autre le long du plan de faille
- Rejeu : réactivation d'une faille ancienne (dans le même sens ou un autre sens) qui présente une seconde dénivellation.

## Types de failles
Suivant le type de mouvement relatif, on définit trois principaux types de failles : faille normale, faille inverse, décrochement.

Les 3 principaux types de failles qui correspondent aux trois types de mouvements tectoniques (transformant, divergent, convergent): A. Décrochement B. Faille normale C. Faille inverse Ce bloc-diagramme masque deux faits : bon nombre de failles sont composites et ont ces trois composantes ; les failles visibles sont rares par rapport aux failles aveugles qui ne se traduisent par aucun décalage en surface[7] .

### Faille normale

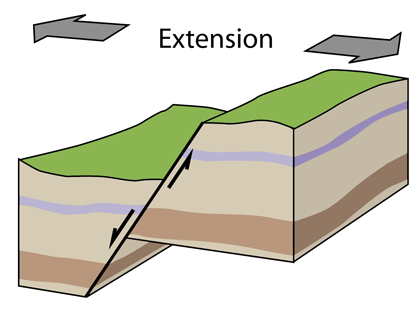
Représentation schématique d'une faille normale.

Une faille normale accompagne une extension ; le compartiment au-dessus de la faille ("toit") descend par rapport au compartiment situé en dessous de la faille ("mur"). La géométrie obtenue entre des failles normales de pendage convergent opposé est appelée graben. L'inverse (faille normale de pendage divergent opposé) correspond à un horst.

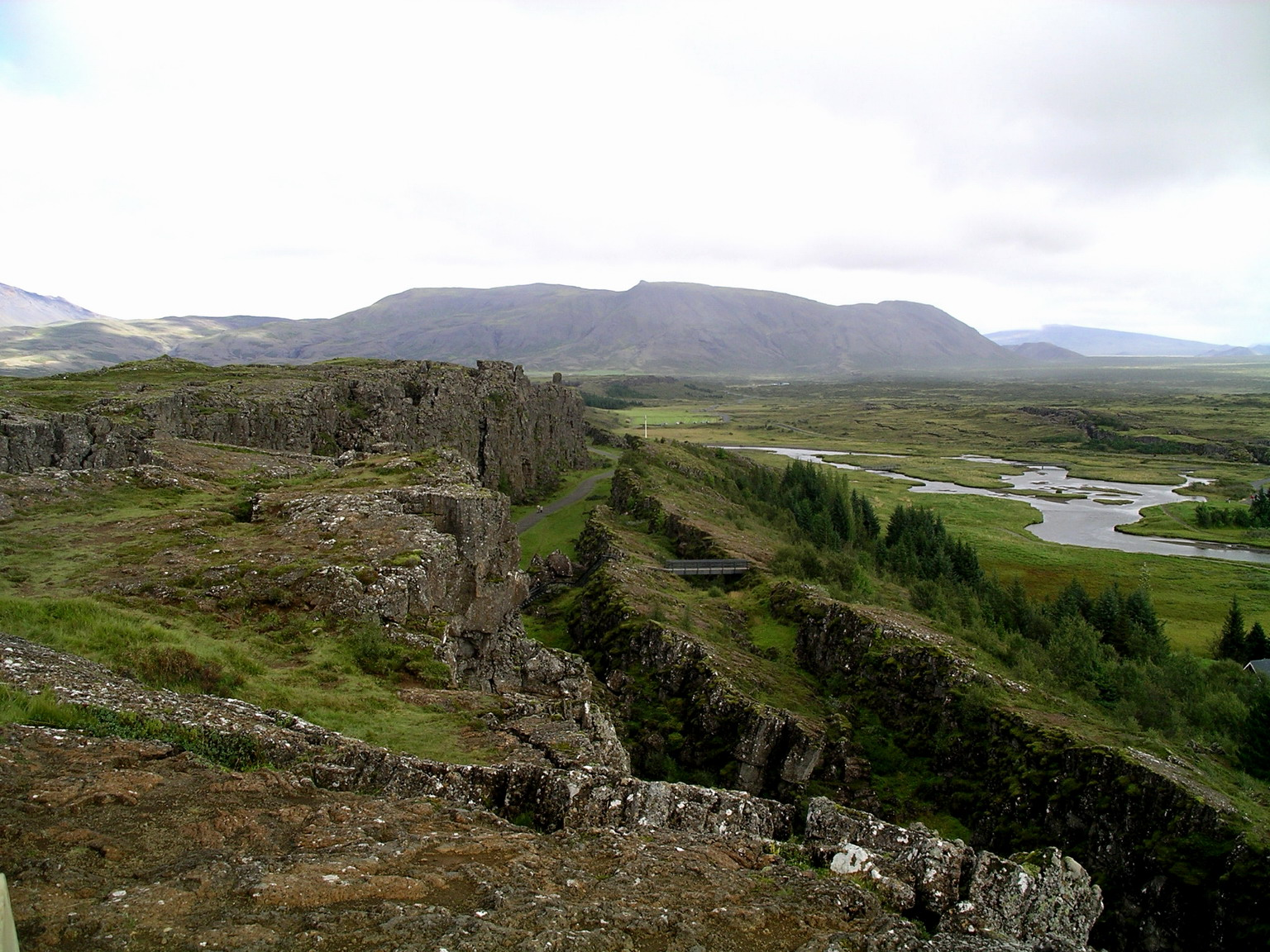
Faille normale en bordure de Þingvellir (Islande).
Animation.
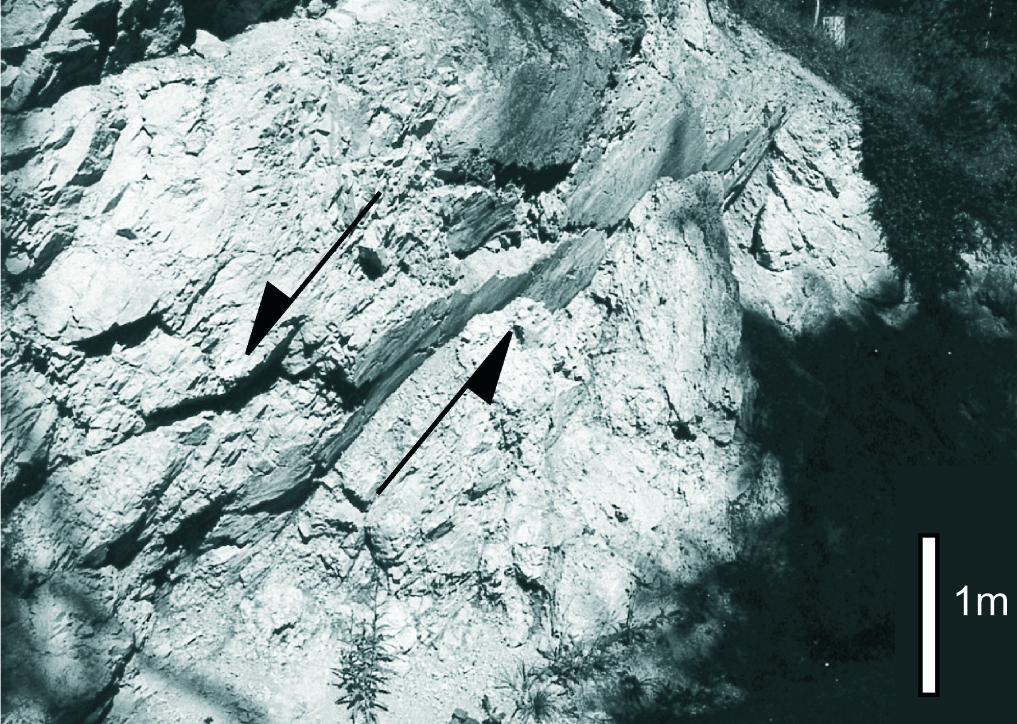
Faille normale près de Vercorin (Valais).

### Faille inverse

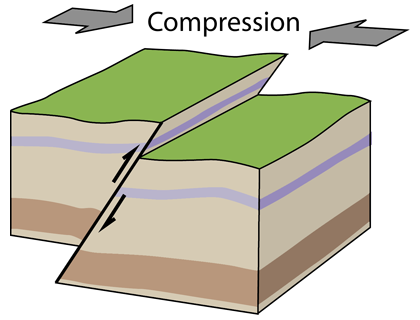
Représentation schématique d'une faille inverse.

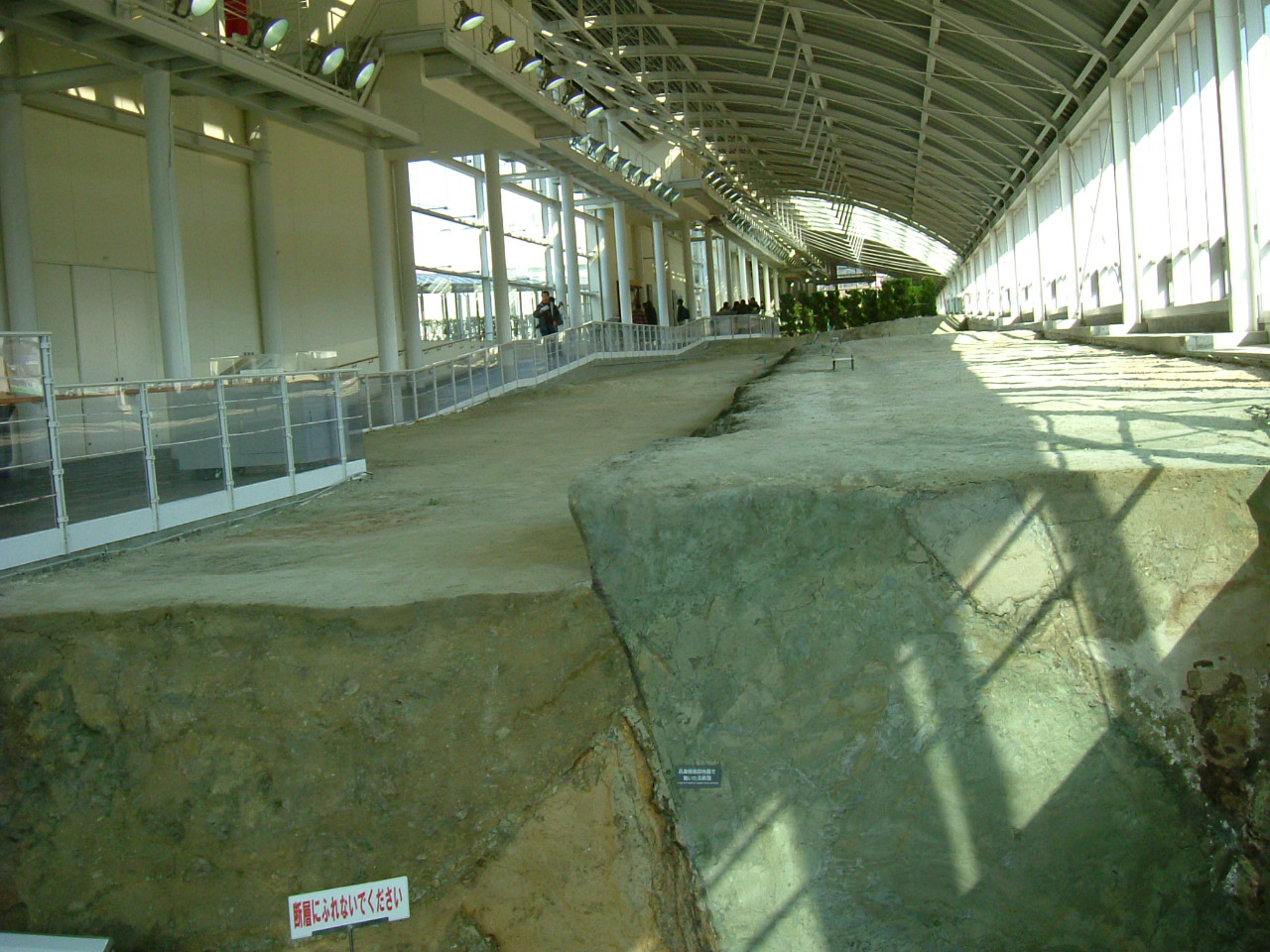
Faille inverse de Nojima préservée, responsable du tremblement de terre de Kobé (1995).

Une faille inverse, ou chevauchement accompagne une compression ; le compartiment au-dessus de la faille ("toit") monte par rapport au compartiment situé en dessous de la faille ("mur").

### Décrochement

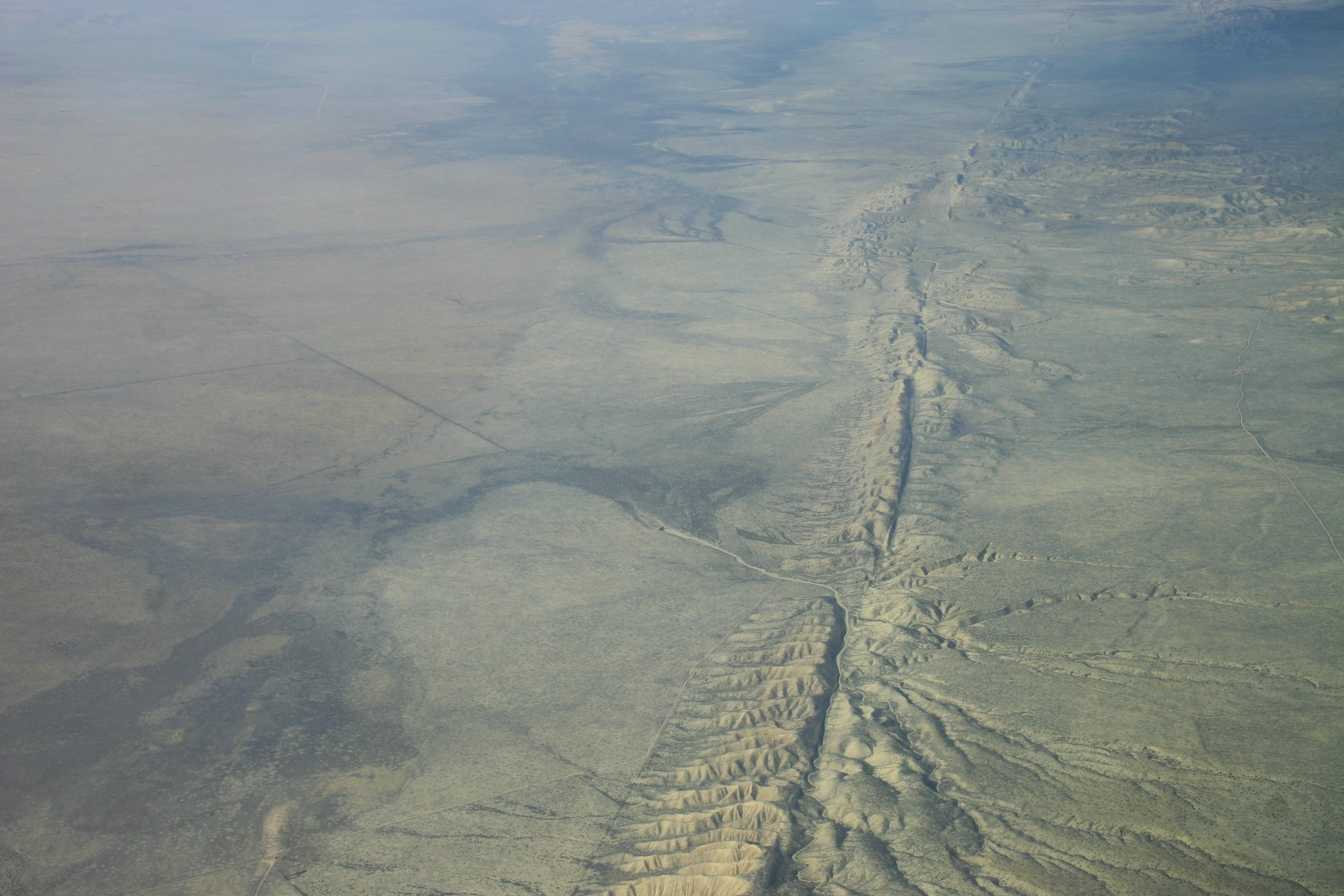
Faille décrochante de San Andreas (dextre).

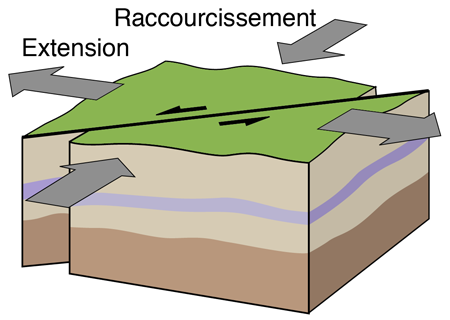
Représentation schématique d'une faille décrochante, ici un décrochement sénestre.

Un décrochement accompagne un mouvement de coulissage essentiellement horizontal ; les décrochements purs (faille verticale et déplacement horizontal) ne s'accompagnent d'aucun mouvement vertical. Les décrochements peuvent être dextres ou sénestres, suivant que le compartiment opposé à l'observateur se déplace vers la droite ou la gauche (respectivement).

## Reliefs de failles
Le rôle géomorphologique des failles peut être direct (le relief traduit l'ampleur de la dénivellation verticale), indirect (l'érosion différentielle exploite les différences de dureté des roches de part et d'autre du plan de faille), direct et indirect (le relief résulte du jeu combiné de la tectonique et de l'érosion différentielle). Il résulte de ces différencers des types variés de reliefs de faille, avec ou sans escarpement. L'influence de la structure faillée sur le réseau hydrographique peut être caractérisée par l'adaptation à cette structure (une vallée installée à l'emplacement de la faille sera dite vallée de ligne de faille) ou l'inadaptation, soit par l'antécédence (le cours d'eau précède le jeu de la faille) soit par l'épigénie ou surimposition (le cours d'eau passe au-dessus de l'escarpement remblayé après l'avoir entaillé). Lorsque la faille met en contact des roches différentes, elle peut se traduire par une véritable dissociation entre les paysages, avec des variations en termes de végétation, de pratiques agricoles.

## Décalage de faille
Dans le cas où deux failles parallèles s'écartent, il peut se produire un phénomène localisé — moins d'un kilomètre autour de la faille — où l'accélération au moment d'un séisme est telle que l'intensité est concentrée beaucoup plus fortement qu'aux alentours. La puissance de ce phénomène est telle qu'elle peut dépasser celle de la gravité terrestre, permettant alors à des roches d'être projetées en l'air.
Ce décalage de faille est mis en évidence par l'étude des roches ayant subi les effets des séismes de 2019 à Ridgecrest, en Californie.

## Relations hydrogéologiques et géochimiques
En surface, les failles et faillettes interfèrent fortement avec la circulation horizontale et verticale de fluides (eau minéralisée, entre autres) dans le sol (en surface et jusqu'à plusieurs mètres de profondeur) ainsi qu'avec le système racinaire des plantes et surtout des arbres dont certaines racines peuvent être retrouvées jusqu'à plusieurs dizaines de mètres de profondeur. On trouve parfois l'équivalent d'une véritable toile racinaire dans le plan d'une faille, jusqu'à plusieurs mètres de profondeur parfois. Dans les roches carbonatées (calcaires), les racines produisent des acides organiques qui leur permettent de dissoudre la roche et d'éviter le colmatage éventuel des fracturations de la roche par une (re)cristallisation du calcium dissous.
Localement des biofilms bactériens ou des concrétions ferrugineuses (dans un grès ferrugineux par exemple) peuvent se former.
Même en profondeur, les failles peuvent être le lieu d'une circulation préférentielle de l'eau, plus ou moins verticale. Ainsi, les mineurs détectaient-ils souvent l'approche d'une faille (dans un filon de charbon) par une augmentation des infiltrations et des suintements à travers les roches du gisements.
Les failles sont également fréquemment associées à des minéralisations (calcite, quartz, chlorite, épidote, hématite, etc) suivant les conditions minéralogiques et thermiques. Le broyage associé au mouvement forme des brèches de faille (incohésives), des cataclasites (cohésives) ou des véritables gouges de faille (argiles de faille formées par friction tectonique).

## Relation avec les séismes
| |  |  |
| Cartes des failles actives et de la sismicité historique en France métropolitaine élaborées par les scientifiques du Résif. Comme ses pays voisins de l'Europe de l'Ouest, l'Hexagone peut être défini comme une région continentale stable à fort héritage structural du socle. Cet héritage (failles, épaisseur et composition de la croûte) joue un rôle primordial dans le rejeu de grandes failles héritées de phases tectoniques antérieures et qui contrôlent la sismicité actuelle. |  |  |

Des failles peuvent résulter de tremblement de terre, ou modifier les mouvements de la roche en cas de séismes. Inversement, les séismes tectoniques sont le résultat de mouvements sur une faille préexistante, dont les contraintes de blocage se sont suffisamment accumulées pour excéder la résistance des roches.
La rupture et le glissement le long de la faille s'accompagnent d'un tremblement de terre. Le potentiel sismogène d'une faille est évalué par le taux de déformation dans la zone de faille, la magnitude maximale et le temps de récurrence (période de retour). Dans les cas relativement rares de glissement libre, apparemment asismique (sur les temps d'observation humaine), on parle de fluage, de mouvement de convergence, ou encore de séisme lent.

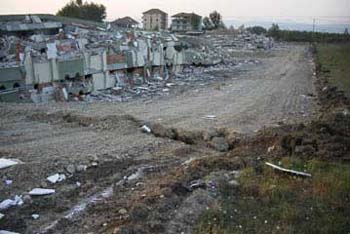
Décrochement dextre observable en surface après le séisme de 1999 à Izmit.

Le mécanisme de rupture d'une faille sismogène comprend 3 stades (notion de « cycle sismique ») :
- Accumulation de contraintes au niveau de la faille qui est bloquée
- Initialisation de la rupture (modèle de la nucléation qui prend en compte la déformation élastique puis plastique lorsque le seuil d’élasticité est dépassé, enfin rupture)
- Fin de la rupture sismique (quelques secondes plus tard).

On représente en général le mouvement de la faille à la source du séisme par une projection stéréographique, le mécanisme au foyer.
Par des calculs de lois d'échelle sur de nombreux séismes, les sismologues établissent des relations statistiques entre la longueur de la rupture, la valeur de la dislocation sur une faille (exprimé en m), la durée de la rupture et la magnitude d'un séisme notée Mw (associée à l'énergie sismique libérée lors de la rupture de la faille à l'origine du séisme), :
| Mw | Longueur de la rupture (km) | Déplacement sur la faille (m) | Durée de la rupture (s) | Nombre de séismes par an dans le monde |
| -- | --------------------------- | ----------------------------- | ----------------------- | -------------------------------------- |
| 9  | 800                         | 8 m                           | 250                     | 1 tous les 10 ans                      |
| 8  | 250                         | 5 m                           | 295                     | 1                                      |
| 7  | 50                          | 1 m                           | 15                      | 10                                     |
| 6  | 10                          | 0,2                           | 3                       | 100                                    |
| 5  | 3                           | 0,05                          | 1                       | 1 000                                  |
| 4  | 1                           | 0,02                          | 0,3                     | 10 000                                 |

## Association des longueurs, profondeur, épaisseur, complexité

### Dimensions
Il existe une relation entre :
- la longueur de la faille (en carte)
- la profondeur de la faille
- le mouvement total sur cette faille
- l'épaisseur de la zone fracturée

On peut souvent considérer qu'une faille longue d'environ 10 km affecte une épaisseur de roche d'un kilomètre environ, pour un mouvement total hectométrique (~100 mètres) et une épaisseur de la fracturée décamétrique (~10 mètres). Cette relation géométrique est néanmoins très variable suivant le contexte et le type de faille [réf. nécessaire].

### Transition cassant-ductile
La transition entre la déformation ductile, continue et la déformation cassante (discontinue, faille) dépend de la vitesse de déformation, de la minéralogie de la roche encaissante et de la structure de la roche (présence ou non d'anisotropies).
Il est classiquement admis que la transition ductile-cassant se situe vers 15 km de profondeur pour le granite.
La transition cassant-ductile se fait à une température de 100 °C pour l'argile, 250 °C pour le calcaire, 450 °C pour le granite, 550 °C pour le gabbro et 650 °C pour la péridotite. Elle se fait donc à environ 4 km de profondeur pour les roches sédimentaires, 15 km pour le granite et 60 km pour la péridotite.